# Eoglobigerinoidea
Eoglobigerinoidea es una superfamilia de foraminíferos planctónicos del suborden Globigerinina y del orden Globigerinida. Su rango cronoestratigráfico abarca desde el Daniense (Paleoceno inferior) hasta el Ypresiense (Eoceno inferior).

## Discusión
Clasificaciones previas incluían los taxones de Eoglobigerinoidea en la superfamilia Globorotalioidea.

## Clasificación
Eoglobigerinoidea incluye a la siguiente familia:
- Familia Eoglobigerinidae